# Sandy Descher
Pour les articles homonymes, voir Sandy.

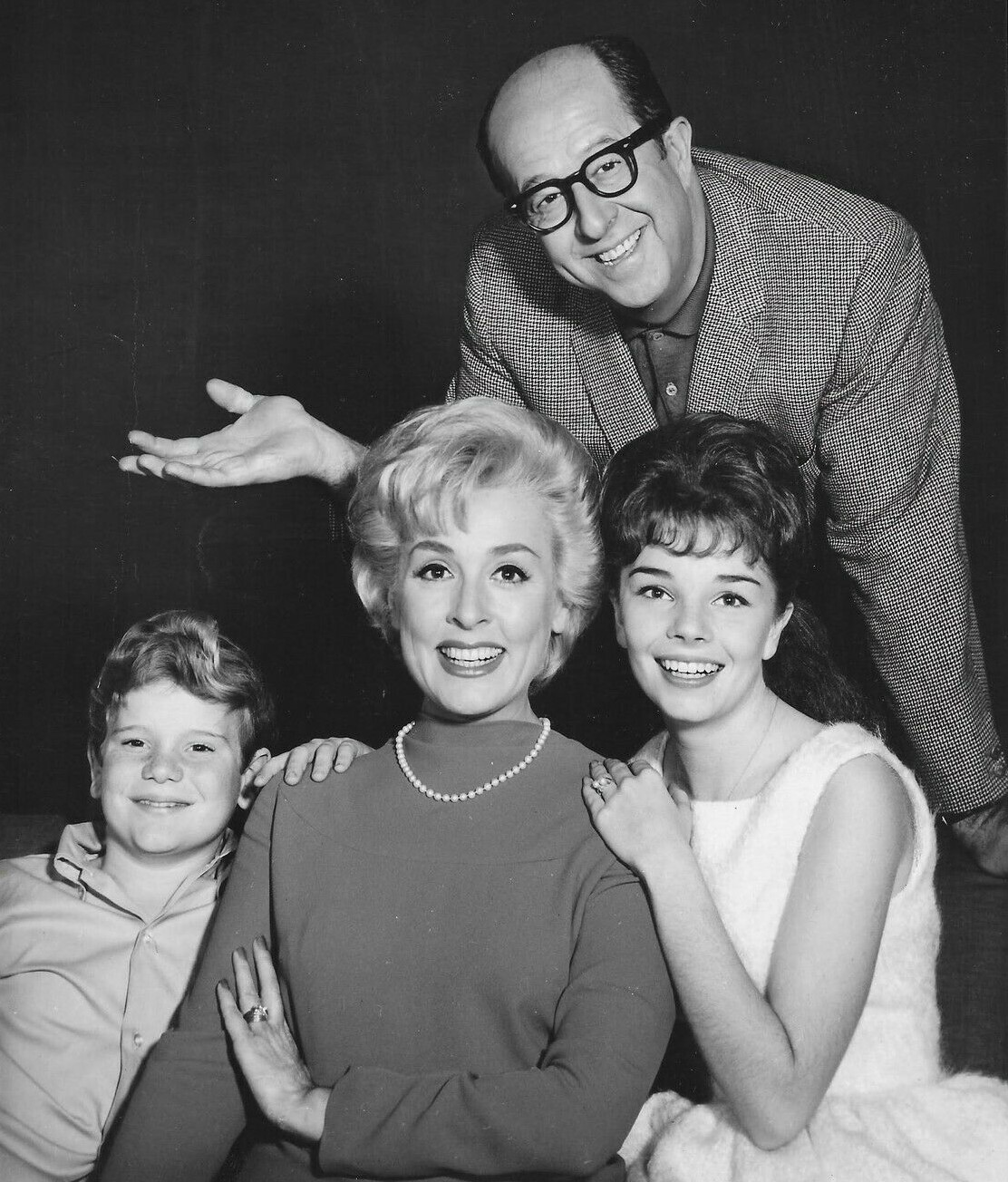
Photo promotionnelle de la série The New Phil Silvers Show (1964) : Phil Silvers (debout) présentant Ronnie Dapo, Elena Verdugo et Sandy Descher (de g. à d.)

Sandra « Sandy » Descher, née le 30 novembre 1945 à Burbank (Californie), est une actrice américaine.

## Biographie
Actrice de cinéma principalement durant son enfance, Sandy Descher débute dans quatre films sortis en 1952 (année de ses sept ans), dont Les Ensorcelés de Vincente Minnelli, avec Lana Turner et Kirk Douglas (elle retrouve ce réalisateur dans La Toile d'araignée de 1955, avec Richard Widmark et Lauren Bacall).
Parmi ses treize autres films américains, mentionnons Des monstres attaquent la ville de Gordon Douglas (avec James Whitmore et Edmund Gwenn) et La Dernière Fois que j'ai vu Paris de Richard Brooks (avec Elizabeth Taylor et Van Johnson), tous deux sortis en 1954, ainsi que L'Homme au complet gris de Nunnally Johnson (1956, avec Gregory Peck et Jennifer Jones).
Après un dernier film enfant (The Space Children de Jack Arnold en 1958), elle tient son unique rôle adulte au grand écran dans le court métrage La Femme ou le Tigre ? de Larry Yust (adaptation de la nouvelle éponyme, 1969, avec Ivan Triesault). Puis, mariée, elle se retire définitivement.  
À la télévision américaine, là encore principalement durant son enfance, elle contribue à trente séries dès 1952, dont Le Choix de... (1956, épisode Ma rencontre avec Caruso de Frank Borzage, avec Lotfi Mansouri dans le rôle-titre). Sa dernière série est Perry Mason (un épisode, 1966).

## Filmographie partielle

### Cinéma
- 1952 : Les Ensorcelés (The Bad and the Beautiful) de Vincente Minnelli : la petite fille criant
- 1952 : Ça pousse sur les arbres (It Grows on Trees) d'Arthur Lubin : Midge Baxter
- 1954 : Des monstres attaquent la ville (Them!) de Gordon Douglas : la petite fille
- 1954 : La Dernière Fois que j'ai vu Paris (The Last Time I Saw Paris) de Richard Brooks : Vicki Wills
- 1954 : Le clown est roi (3 Ring Circus) de Joseph Pevney : la petite fille handicapée
- 1954 : Les Fils de Mademoiselle (Her Twelve Men) de Robert Z. Leonard : la petite sœur
- 1955 : Le Fils prodigue (The Prodigal) de Richard Thorpe : Yasmine
- 1955 : La Toile d'araignée (The Cobweb) de Vincente Minnelli : Rosemary McIver
- 1956 : Le Fond de la bouteille (The Bottom of the Bottle) d'Henry Hathaway : Annie Martin
- 1956 : The Opposite Sex de David Miller : Debbie Hilliard
- 1956 : L'Homme au complet gris (The Man in the Gray Flannel Suit) de Nunnally Johnson : Barbara Rath
- 1958 : The Space Children de Jack Arnold : Eadie Johnson
- 1969 : La Femme ou le Tigre ? (The Lady, or the Tiger?) de Larry Yust (court métrage) : la jeune femme

### Télévision
(séries)
- 1956 : Mon amie Flicka (My Friend Flicka), saison unique, épisode 23 Old Danny de John English : Betty Jepson
- 1956 : Le Choix de... (Screen Directors Playhouse), saison unique, épisode 34 Ma rencontre avec Caruso (The Day I Met Caruso) de Frank Borzage : la petite Elizabeth
- 1957 : Schlitz Playhouse of Stars, saison 6, épisode 33 The Dead Are Silent : la petite fille
- 1957 : Rintintin (The Adventures of Rin Tin Tin), saison 4, épisode 3 Rusty's Reward : Merrilee Powers
- 1958 : La Grande Caravane (Wagon Train), saison 2, épisode 1 Around the Horn d'Herschel Daugherty : Patricia Pat Cobb
- 1964 : The New Phil Silvers Show (en), saison unique, 8 épisodes : Susan
- 1966 : Perry Mason, saison 9, épisode 22 The Case of the Avenging Angel de Jerry Hopper : Sherry Lawler